# Eugeen-Karel Van Steenkiste
Eugeen Karel Frans Van Steenkiste (Brugge, 27 augustus 1841 - 17 februari 1914), ook Eugène, was een Belgisch arts, gemeenteraadslid in Brugge, voorvechter van de vernederlandsing en inspirator van het Vlaams verenigingsleven.

## Levensloop
Eugeen Van Steenkiste was het enig kind van meester-timmerman Frans Van Steenkiste (1819-1891) en van Amélie Van Acker (1814-1893). Het gezin woonde in de Moerstraat en verhuisde later naar de Nieuwe Wandeling (Hoefijzerlaan). De vader had zijn werkplaats in de Speelmanskapel in de Beenhouwersstraat.
Hij volbracht zijn middelbare studies in Brugge en in Kortrijk, waar hij in 1859 zijn diploma behaalde. Hij studeerde verder aan de Katholieke Universiteit Leuven en promoveerde hier in 1866 tot doctor in de geneeskunde.
In 1867 nam hij als vrijwilliger dienst bij de Pauselijke Zoeaven om er oorlog te voeren tegen de troepen van Garibaldi. Aan de Slag bij Mentana nam hij deel als officier-geneesheer.
Terug in Brugge ging hij wonen Oude Gentweg 1. Op 30 juni 1968 trouwde hij in Poperinge met Helena Maria Vandermersch (1846-1934). Het huwelijk bleef kinderloos. In 1871 kocht hij het grote huis Freren Fonteinstraat 1, dat een meisjesschool had gehuisvest, geleid door de zusters van Sint-Andreas van Doornik. Zijn welvarende praktijk als huisarts liet hem toe verschillende aanpalende huizen te verwerven, zodat hij eigenaar werd van het grootste deel van de huizenblok tussen de Freren Fonteinstraat, de Waalsestraat, de Zwarte-Leertouwersstraat en de Predikherenstraat.
In 1880 werd hij geneesheer aan het Sint-Janshospitaal en in 1899 werd hij 'oppergeneesheer'. Hij werd voorzitter van de provinciale geneeskundige commissie van West-Vlaanderen. In deze functie spande hij zich in voor de aanleg in Brugge van een net voor de verdeling van drinkwater. Hij was stichter en gangmaker van het Antijenevercomité en van de Westvlaamsche Onthoudersbond. Hij was ondervoorzitter van het Beschermingscomité der werkmanswoonsten van het arrondissement Brugge en lid van de besturende commissie van het Bedelaarswerkhuis.
Zijn praktijk als geneesheer bracht hem ertoe talrijke vulgariserende lezingen te houden over medische en hygiënische onderwerpen. Voor de Katholieke Burgersgilde hield hij meer dan tweehonderd voordrachten. Later sprak hij vaak over culturele en politieke problemen.

## Culturele activiteiten
- Hij was in 1874 medestichter van de Gilde van Sint-Luitgaarde en de stichtingsvergadering ging door in zijn woning.
- In 1875 was hij medestichter van de Brugse afdeling van het Davidsfonds.
- In 1889 behoorde hij, met Guido Gezelle, tot de stichters van het tijdschrift Biekorf.[1]
- Hij was actief lid van de Vlaamsche Broederbond, die een actieve stimulator was van de Vlaamse cultuur op lokaal vlak.
- Hij was lid van de Breydelcommissie die het standbeeld voor Jan Breydel en Pieter de Coninck liet oprichten en in 1887 onthullen.
- Hij werd erehoofdman van de in 1886 gestichte West-Vlaamse Oud-hoogstudentenbond.
- Hij werd bestuurslid van de Landdagbeweging en organiseerde in 1887 een Landdag in Brugge.
- In 1890 werd hij lid van het Nationaal Vlaamsch Verbond.
- In 1891 stichtte hij de West-Vlaamse afdeling van de Vlaamsche Katholieke Landsbond.

## Politiek
Van Steenkiste was medestichter in 1873 van de Katholieke Burgersgilde, de Vlaamse middenstandsvleugel van de Brugse katholieke kiesvereniging. Van 1878 tot 1913 was hij er voorzitter van.
Aan het hoofd van deze vereniging speelde hij een belangrijke rol. Binnen de katholieke kiesvereniging zorgde hij voor een stelselmatige vervlaamsing en voor de aanwezigheid van middenstanders op de lijsten voor wetgevende, provinciale en gemeentelijke verkiezingen.
De vereniging was cultureel zeer actief, door het organiseren van toneel- en muziekvoorstellingen en door het geven van voordrachten. Van Steenkiste gaf zelf een paar honderd voordrachten.
Binnen de Burgersgilde ontstond de democratischgezinde groep van de Vrije Vlamingen, die sympathie betoonde voor de priesters Adolf Daens en Florimond Fonteyne. Van Steenkiste sloot bij de groep aan, maar toen conflicten ontstonden met de kerkelijke overheid, trok hij zich terug en maakte hij dat de leden van de christendemocratische vleugel de Burgersgilde verlieten.
Eveneens vanuit de Burgersgilde ontstond in 1887 de Gilde der Ambachten, voorloper van het ACW. Deze stichting werd actief door Van Steenkiste ondersteund.
In 1878 werd hij verkozen tot gemeenteraadslid van Brugge, wat hij bleef tot aan zijn overlijden. Hij was lid van de Katholieke Partij, waarbinnen hij vanwege zijn Vlaamsgezindheid vaak in botsing kwam met de Franstalige partijleiding. Dit belette niet dat hij als een van de eersten zijn tussenkomsten in de gemeenteraad ongehinderd in het Nederlands kon houden. Hij was ook initiatiefnemer voor de vernederlandsing van de gemeentelijke administratie. Vanaf 1885 werden de Brugse akten van de burgerlijke stand in het Nederlands opgemaakt. De gemeentelijke reglementen werden gaandeweg ook in het Nederlands gesteld.
Van Steenkiste speelde in het Brugse verenigingsleven en de bredere samenleving een vooraanstaande rol, die bij en na zijn dood algemeen werd erkend. Zijn standvastige inzet werd door Guido Gezelle begroet als een voorbeeld van wat hij Vansteenkistachtigheid noemde.

## Publicatie
- Aan den weledelen en achtbaren heer Visart, burgemeester der stad Brugge. Antwoord op de 'open brief' van Mr Odilon Perier, advocaat, Brugge, 1886.
- De Cholera, voordracht, Brugge, 1892.